# لويس روتشا (لاعب كرة قدم)
لويس روتشا هو لاعب كرة قدم برتغالي، ولد في 27 يونيو 1993 في فيلا نوا د فاماليساو في البرتغال. شارك مع منتخب البرتغال تحت 16 سنة لكرة القدم ومنتخب البرتغال تحت 17 سنة لكرة القدم. أما مع النوادي، فقد لعب مع فيتوريا دي غيماريش وليغيا وارسو.

## وصلات خارجية
- لويس روتشا على موقع قاعدة بيانات كرة القدم.إي يو (الإنجليزية)
- لويس روتشا على موقع Soccerway.com (الإنجليزية)
- لويس روتشا على موقع AS.com (الإسبانية)